# Comuna de Kraśnik
Kraśnik (polaco: Gmina Kraśnik) é uma gminy (comuna) na Polónia, na voivodia de Lublin e no condado de Kraśnicki. A sede do condado é a cidade de Kraśnik.
De acordo com os censos de 2004, a comuna tem 6997 habitantes, com uma densidade 66,4 hab/km².

## Área
Estende-se por uma área de 105,36 km², incluindo:
- área agricola: 64%
- área florestal: 31%

## Subdivisões
- Dąbrowa-Bór, Karpiówka, Kowalin, Lasy, Mikulin, Pasieka, Pasieka-Kolonia, Podlesie, Słodków Pierwszy, Słodków Drugi, Słodków Trzeci, Spławy Pierwsze, Spławy Drugie, Stróża, Stróża-Kolonia, Suchynia.

## Comunas vizinhas
- Dzierzkowice, Kraśnik, Szastarka, Trzydnik Duży, Urzędów, Wilkołaz, Zakrzówek